# Ейреніс комірцевий
Ейреніс комірцевий (Eirenis collaris) — неотруйна змія з роду Ейреніс родини Вужеві. Має 2 підвиди.

## Опис
Загальна довжина досягає 40 см, хвіст у 4-5 разів коротше за тулуб. Кінчик морди тупо закруглений. Маленький виличний щиток лежить на другому і не торкається третього верхньогубного щитка. Має один, іноді напіврозділений, передочний й 2 більш-менш рівних за розміром заочноямкових щитка. Верхньогубних щитків 7, з них 3 і 4 торкаються очей. Задні нижньощелепні щитки коротше передніх й спереду звичайно торкаються один одного. Навколо середини тулуба у поперечному рядку присутні 15 лусок. Анальний щиток розділений. Черевних щитків — 147-177, у самок більше, ніж у самців. 
Зверху сірувато-оливкового, коричнево-сірого, червоно-бурого або рожево-бежевого кольору,  середина кожної лусочки світліше її боків. Малюнка на тулубі немає, але у молодих з боків у передній половині тулуба бувають помітні темні пунктирні поздовжні лінії або дрібні цятки. На верхній стороні голови у молодих особин чітко виражений малюнок, який складається з чорнуватих  плям, які іноді зливаються на передніх краях тім'яних щитків, і такого ж кольору М-подібної смуги між передніми краями очей. Буває, що тім'яні плями і міжочна смуга зливаються разом у вигляді підкови. З часом малюнок стає менш чітким і у дорослих змій зникає зовсім або лише злегка вгадується. На шиї позаду голови розташовуються чорно-бура або чорна поперечна смуга (комірець), що займає 4-6 рядків луски і особливо різко виражений у молодих змій. Черево тіла сіруватого, жовтуватого або червонуватого забарвлення, без плям. 

## Спосіб життя
Полюбляє відкриті кам'янисті ділянки глинястої та полинової напівпустелі, пологі схили, порослі рідчастою рослинністю, м'які, напівпіщані ґрунти. У горах зустрічається до висоти 1500-1600 м над рівнем моря. Ховається під камінням або купою землі, тріщинах ґрунту, порожніх нірках тарантулів й комах. На зимівлю йде не пізніше кінця жовтня. Після зимівлі з'являються в березні - початку квітня.  Харчується безхребетними, зокрема цвіркунами, личинками жуків, павуками, мокрицями і сарановими, земляними хробаками. 
Це яйцекладна змія. Самиця у другій половині липня відкладає 4-8, частіше 5 яєць розміром 17х19 мм. Молоді ейреніси з'являються наприкінці вересня - листопаді. 

## Розповсюдження
Мешкає у Болгарії, східній Туреччини, Ірані, Ірак, південно—східній Грузії, південній Вірменії,  Азербайджані, передгір'я Дагестану (Росія), Лівані. 

## Підвиди
- Eirenis collaris collaris
- Eirenis collaris macrospilotus